# Lebič
Lebič ali garbin (italijansko libeccio) je v Jadranu nevihtni jugozahodni (SW) veter, ki ga spremljajo močne padavine. Poleti nastane kot veter lokalne termične nevihte. V drugih letnih časih ima lebič izrazite ciklonalne (frontalne) karakteristike. Pihati začne, ko se pojavi južno ali jugozahodno od Jadrana anticiklon, obenem pa se s severa približuje močan ciklon. Takrat začne na Jadranu pihati južni ali jugozahodni veter. Zaradi gibanja ciklona vzdolž Jadrana veter čez nekaj časa naglo obrne smer na SW in doseže nevihtno moč. Temu vetru pravimo lebič. Največjo moč vetra spremlja najnižji zračni tlak. Takoj po prehodu ciklona se začne moč vetra naglo zmanjševati. Lebič ustvarja velike valove in na jadranski obali ogroža tista pristanišča, ki niso zavarovana pred jugozahodnimi vetrovi.